# James Beckwourth

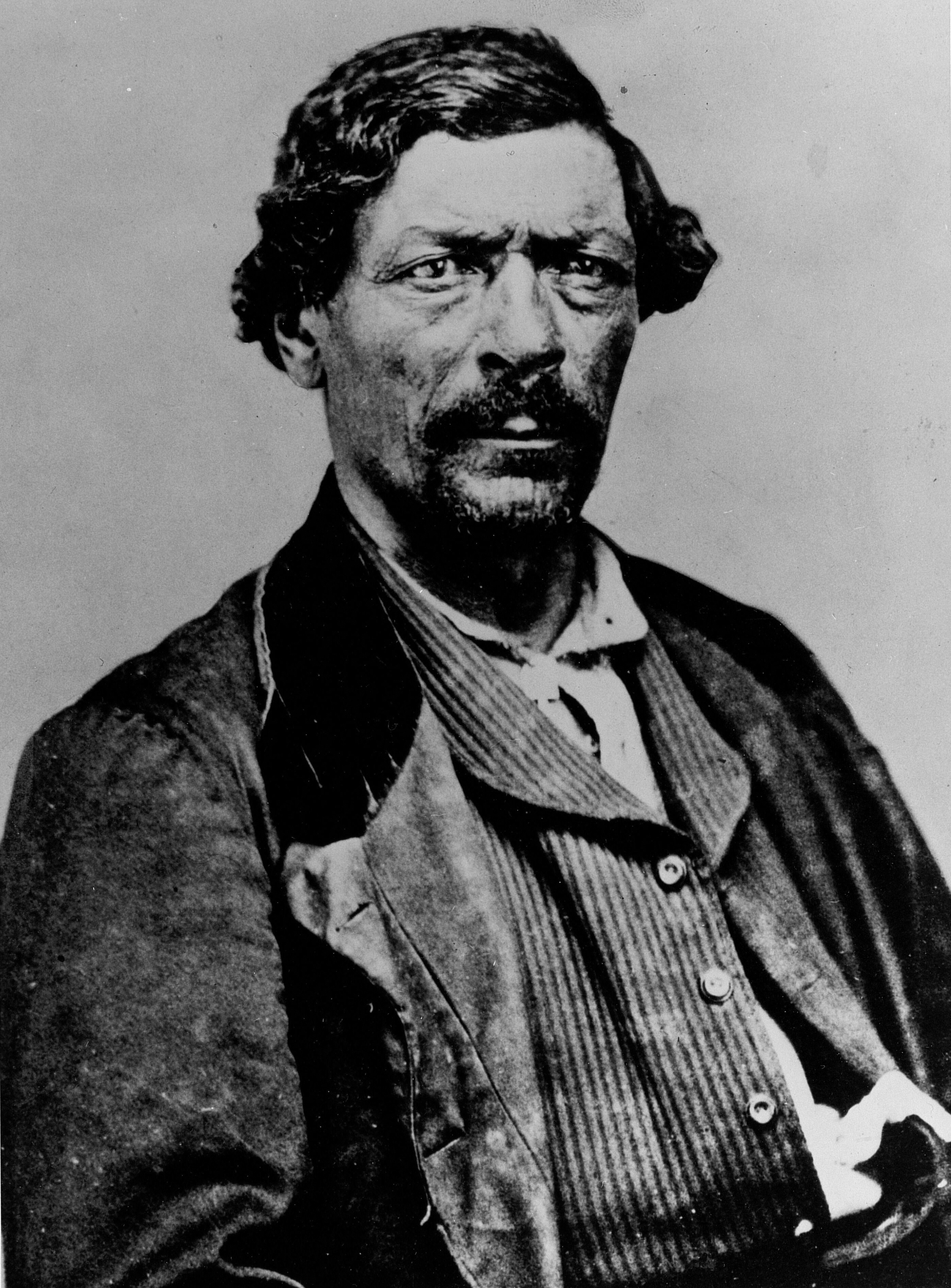
James Beckwourth.

James Pierson Beckwourth, Jim Beckworth ou James P. Beckwith (26 de abril de 1798, Virgínia - 29 de outubro de 1866, Denver) foi um "mountain man" e explorador dos Estados Unidos, recordado pela sua obra The Life and Adventures of James P. Beckwourth.
Nascido na escravatura de pai branco e mãe escrava negra, foi levado pelo pai para Saint Louis e libertado. Entre 1823 e 1924, foi contratado por expedições comerciais que se dirigiam para as Montanhas Rochosas. Casou-se com várias mulheres indígenas e viveu entre os Crow durante aproximadamente seis anos.
Em plena corrida ao ouro da Califórnia, estabeleceu uma rota comercial através da Sierra Nevada. Na Califórnia conheceu o juiz de paz Thomas D. Bonner que em 1856 publicou muitos dos seus relatos e histórias, reavivados hoje em dia em vários textos para crianças.
Os mais antigos historiadores do Velho Oeste consideraram irrelevante o livro, mas este tem sido recuperado como fonte incomparável para a história social, nomeadamente para a vida entre os ameríndios Crow, embora alguns pormenores não sejam fiáveis. O movimento dos direitos civis da década de 1960 celebrou Beckwourth como um dos primeiros pioneiros afro-americanos.